# Bueiro

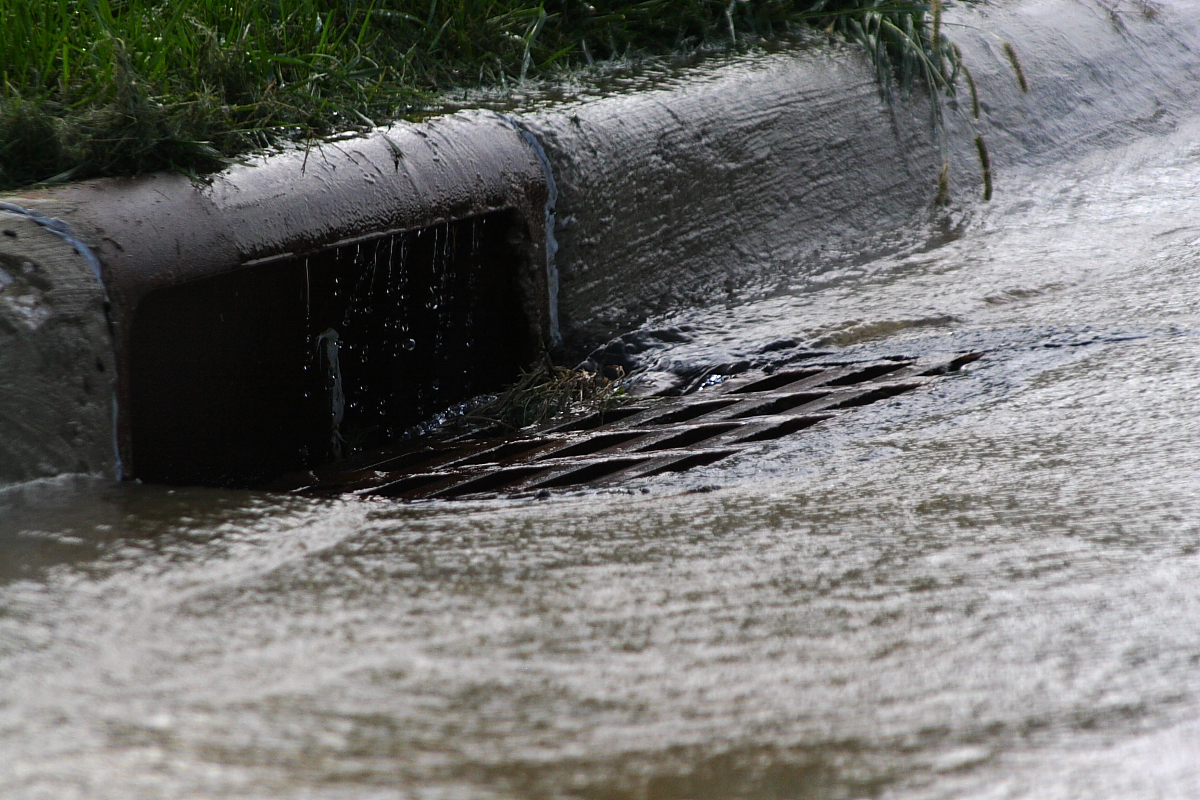
Bueiro de sistema combinado em uso.

Bueiro, boca de lobo, sumidouro, sumidoiro ou sarjeta é a vala geralmente localizada ao longo das vias pavimentadas para onde escoam as águas da chuva drenadas pelas sarjetas com destino às galerias pluviais. É comum certa confusão no uso do termo. No português europeu, a tampa redonda de metal que se vê em geral no meio da rua é, na verdade, a tampa de um poço ou caixa de visita, erradamente chamada às vezes de bueiro.
A especialização da [Engenharia de Agrimensura engenharia civil que estuda a drenagem pluvial, também chamado de esgoto pluvial, é a engenharia hidráulica.
Nas rodovias e ferrovias, denominam-se bueiros também as tubulações de drenagem dos rios e córregos que cruzam o leito da estrada.

## Confecção
São confeccionados com materiais altamente resistentes, como alvenaria ou concreto, a serem executados junto aos meio-fios ou guias, redirecionando as águas para a rede coletora. 

### Instalação
Para o cálculo dos bueiros e das redes de drenagem, são utilizados diversos métodos em hidrologia e em especial o chamado "Método Racional", através da Fórmula Racional:
Q = C.i.A
onde: Q = vazão ; C = coeficiente de escoamento superficial;  i = intensidade da chuva local; A = área de drenagem da bacia hidrográfica.
As instalações de bueiros possuem três formas comuns:

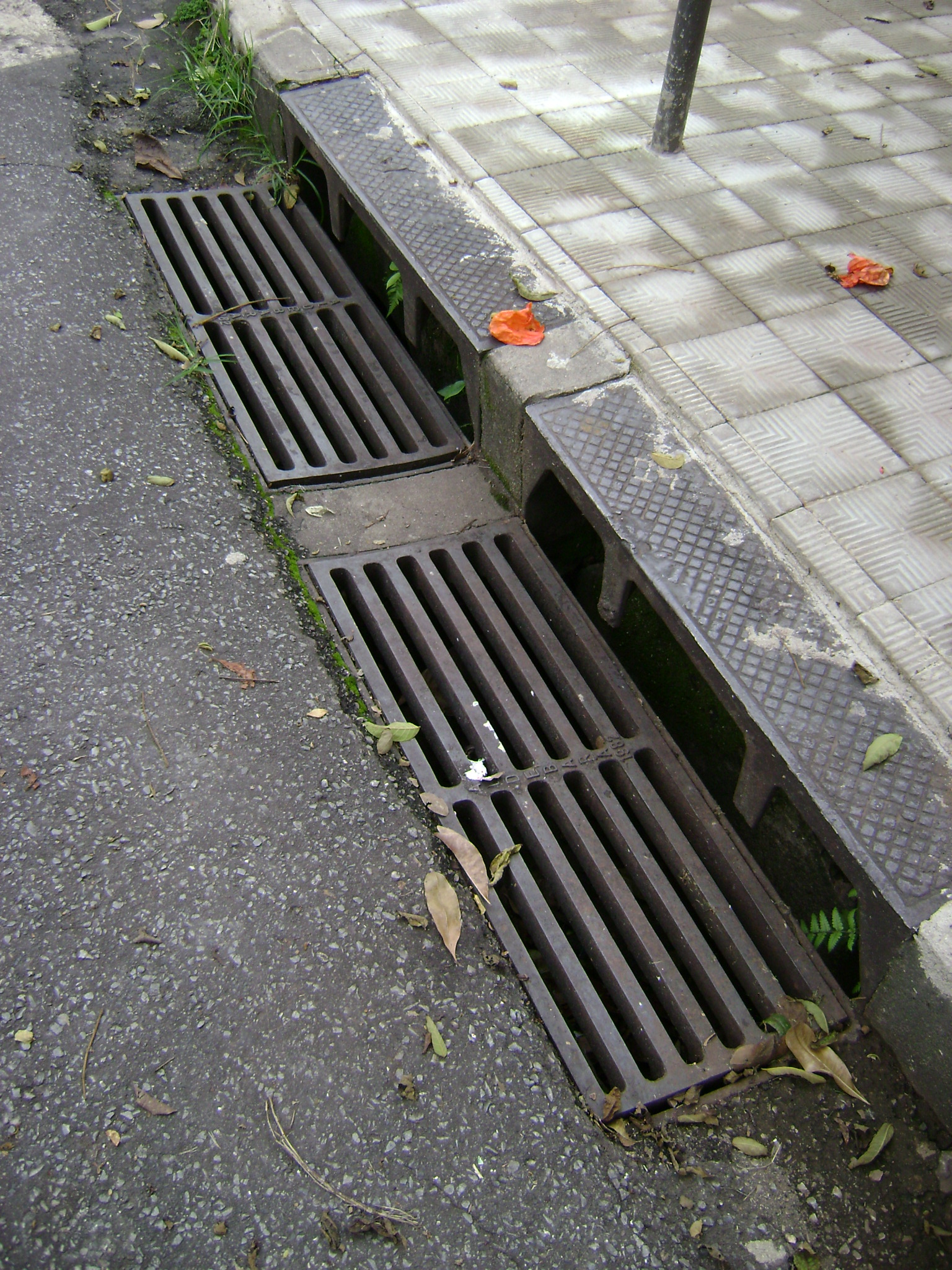
Exemplo de boca de lobo em Belo Horizonte.

- Caixa com grelha ou grade: sistema de captação vertical formado por um orifício na sarjeta, em geral retangular, coberto por uma grade metálica ou de concreto;
- Boca de lobo: sistema de captação lateral em que uma caixa apresenta-se coberta por uma tampa, em geral de concreto, e, abaixo dela, na altura da sarjeta, há uma abertura para a entrada das águas;
- Sistema combinado: formado por uma grelha e uma boca de lobo.

### Projeto de drenagem
Um aspecto importante para o projeto de drenagem é o posicionamento dos dispositivos de captação da água que escoa nas vias. Eles devem estar posicionados nos pontos baixos do sistema, de modo a impedir alagamentos e águas paradas. 
São confeccionados com materiais altamente resistentes, como alvenaria ou concreto, a serem executados junto aos meio-fios ou guias, redirecionando as águas para a rede coletora. 

## Drenagem urbana
Os bueiros são pontos importantes da rede de drenagem da cidade. A instalação de bueiros é importante também para o controle das enchentes, já que captam a água das chuvas que não se infiltra no solo por causa da impermeabilização deste.
Toda bacia hidrográfica é composta por uma rede de elementos que constituem a drenagem e, em seu estado natural, envolve os rios, riachos, córregos, pântanos e várzeas, que se mantém em função dinâmica das precipitações e das características do terreno. Com o uso urbano do solo, esse sistema é completamente modificado com a introdução de elementos artificiais. O sistema inicial ou a microdrenagem compreende o que é construído para garantir o funcionamento do sistema viário, dando acesso aos lotes, sendo o bueiro um dispositivo relevante e necessário para a chegada nesse objetivo.

## Conservação
A proteção dos bueiros  e sua limpeza é muito importante para a manutenção do funcionamento da drenagem urbana. Com o desmatamento e a urbanização e, com isso, a consequente impermeabilização do solo, fez-se necessária a criação de uma rede de escoamento das águas pluviais e direcionamento das mesmas aos rios. O  entupimento desses dispositivos pode ocasionar transbordamentos e enchentes. 